# Exaesiotylus virilis
Exaesiotylus virilis är en mångfotingart som beskrevs av Hoffman 2005. Exaesiotylus virilis ingår i släktet Exaesiotylus och familjen Gomphodesmidae. Inga underarter finns listade i Catalogue of Life.